# Strada statale 634 delle Grotte Orientali
La ex strada statale 634 delle Grotte Orientali (SS 634), ora strada provinciale 240 delle Grotte Orientali (SP 240), era una strada statale italiana, appartenente alla città metropolitana di Bari. Attualmente è classificata come strada provinciale.

## Storia
Già contemplata nel piano generale delle strade aventi i requisiti di statale del 1959, è solo col decreto del Ministro dei lavori pubblici del 10 luglio 1971 che viene elevata a rango di statale con i seguenti capisaldi d'itinerario: "Innesto strada statale n. 100 a Capurso - Noicattaro - Rutigliano - innesto strada statale n. 377 a Castellana".
Invece col decreto del Ministro dei lavori pubblici n. 1425 del 10 luglio 1971 viene incorporata nell'itinerario la variante di Rutigliano che evita l'attraversamento del centro abitato dello stesso comune e di quello di Noicattaro
In seguito al decreto legislativo n. 112 del 1998, dal 2001 la gestione è passata dall'ANAS alla Regione Puglia, che ha provveduto al trasferimento dell'infrastruttura al demanio della Provincia di Bari.

## Percorso
Ha origine dalla strada statale 100 di Gioia del Colle all'altezza di Triggiano, e assume subito un orientamento nord-ovest - sud-est, quasi parallelo alla costa adriatica. Raggiunge la località di Capurso e, proseguendo, lambisce in variante i centri abitati di Noicattaro, Rutigliano e Conversano, per terminare poi all'interno del centro abitato di Castellana Grotte.
| delle Grotte Orientali 1º Tratto Triggiano-Capurso |                                                       |     |                            |           |
| Tipo                                               | Indicazione                                           | km  | Note                       | Provincia |
|                                                    | Triggiano Bari Carbonara Bari Taranto Bologna-Taranto | 0,0 |                            | BA        |
|                                                    | Area di servizio                                      | 0,4 | corsia direzione Triggiano | BA        |
|                                                    | Triggiano Noicattaro                                  | 0,8 |                            | BA        |
|                                                    | Cimitero                                              | 1,1 |                            | BA        |
|                                                    | Capurso                                               | 1,3 |                            | BA        |

| delle Grotte Orientali 2º Tratto Capurso - Castellana Grotte |                                                                |      |                                    |           |
| Tipo                                                         | Indicazione                                                    | km   | Note                               | Provincia |
|                                                              | Capurso                                                        | 2,8  |                                    | BA        |
|                                                              | Noicattaro                                                     | 4,6  |                                    | BA        |
|                                                              | Area di servizio                                               | 7,0  | corsia direzione Capurso           | BA        |
|                                                              | Capurso Bari Noicattaro Zona P.I.P. Noicattaro                 | 7,2  |                                    | BA        |
|                                                              | Rutigliano Sud Adelfia                                         | 9,4  |                                    | BA        |
|                                                              | Rutigliano Casamassima Maria SS. Mater Domini Vallone Guidotti | 10,4 |                                    | BA        |
|                                                              | Strada comunale Annunziata                                     | 10,8 |                                    | BA        |
|                                                              | Rutigliano Turi Putignano Monastero Madonna del Palazzo        | 11,0 |                                    | BA        |
|                                                              | Area di servizio                                               | 11,5 | corsia direzione Castellana Grotte | BA        |
|                                                              | Strada Comunale Italia Strada Comunale Bigetti                 | 11,7 |                                    | BA        |
|                                                              | Strada Comunale Casiglio                                       | 11,8 |                                    | BA        |
|                                                              | Strada Comunale Ciccopinto Strada Comunale Macchia Palumbo     | 12,2 |                                    | BA        |
|                                                              | Rutigliano nord Parcheggio Zona P.I.P. Rutigliano              | 12,8 |                                    | BA        |
|                                                              | Area di servizio                                               | 16,2 | corsia direzione Rutigliano        | BA        |
|                                                              | Mola di Bari                                                   | 17,0 |                                    | BA        |
|                                                              | Conversano Nord                                                | 18,7 |                                    | BA        |
|                                                              | Conversano Turi                                                | 21,6 |                                    | BA        |
|                                                              | Conversano Putignano                                           | 23,4 |                                    | BA        |
|                                                              | Conversano Sud Inversione di marcia                            | 24,6 |                                    | BA        |
|                                                              | Torre di Castiglione                                           | 25,2 |                                    | BA        |
|                                                              | Torre di Castiglione                                           | 25,6 |                                    | BA        |
|                                                              | Area di servizio                                               | 25,7 | corsia direzione Castellana Grotte | BA        |
|                                                              | Strada Comunale Triggianello                                   | 17,0 |                                    | BA        |
|                                                              | Torre di Castiglione                                           | 29,8 |                                    | BA        |
|                                                              | Castellana Grotte                                              | 33,0 |                                    | BA        |